# Médaille Frink
La médaille Frink pour les zoologistes britanniques est décernée par la Zoological Society of London «...pour les contributions importantes et originales d'un zoologiste professionnel au développement de la zoologie». Elle se compose d'une plaque de bronze (76 par 83 millimètres), représentant un bison et fut réalisée par la sculptrice britannique Elisabeth Frink. La Médaille Frink a été instituée en 1973 et présentée pour la première fois en 1974. 

## Récipiendaires
- 1973 Julian Sorell Huxley[3],[4][n 1]
- 1974 John Zachary Young[5][n 2]
- 1975 Alastair Graham (en)[6],[7],[8][n 3]
- 1976 Ernest James William Barrington[6],[9]
- 1977 Sidnie Manton[6],[10]
- 1978 Vincent Wigglesworth[6],[11][n 4]
- 1979 Vero Copner Wynne-Edwards[6],[12],[13][n 5]
- 1980 William Homan Thorpe[6],[14],[15]
- 1981 James Eric Smith (en)[6],[16]
- 1982 James Munro Dodd[6],[17]
- 1983 Geoffrey Fryer (en)[6],[18]
- 1984 Cyril Garnham[6],[19][n 6]
- 1985 James Desmond Smyth[6],[20][n 7]
- 1986 Vera Fretter[6],[21]
- 1987 Eric James Denton[6],[22]
- 1988 Arthur Cain (en)[6],[23][n 8]
- 1989 John Maynard Smith[6],[24],[25][n 9]
- 1990 William Donald Hamilton[6],[26],[27][n 10]
- 1991 Robert Hinde[6],[28][n 11]
- 1992 Brian Follett (en)[6],[29][n 12]
- 1993 Roy M. Anderson[6],[30]
- 1994 Michael F. Land (en)[6],[31]
- 1995 Robert May[6]
- 1996 John Krebs[6],[32][n 13]
- 1997 Tim Clutton-Brock[6],[33][n 14]
- 1998 John Hartley Lawton[6]
- 1999 Linda Partridge[6],[34][n 15]
- 2000 Richard Fortey[6],[35][n 16]
- 2001 Nicholas Barry Davies[6],[36]
- 2002 Michael Hassell[6]
- 2003 Quentin Bone[6]
- 2004 Malcolm Burrows[6],[37][n 17]
- 2005 Geoff Parker[6],[38]
- 2006 Brian Charlesworth[6]
- 2007 Thomas Cavalier-Smith[6],[39][n 18]
- 2008 Christopher Brian Stringer[6],[40][n 19]
- 2009 Charles Godfray[6],[41][n 20]
- 2010 Ziheng Yang (en)[6]
- 2011 Paul H. Harvey[6],[42]
- 2012 Georgina Mace[6],[43]
- 2013 Michael Akam[6],[44]
- 2014 Patrick Bateson[45][n 21]
- 2015 Peter Holland[46]
- 2016 Sarah Cleaveland[47]
- 2017 Pat Monaghan[48]
- 2018 John McNamara

## Source
- Zoological Society of London